# レオ・フランコ
レオ・フランコ (Leo Franco) こと、レオナルド・ネオレン・フランコ（Leonardo Neoren Franco, 1977年5月20日 - ）は、アルゼンチン・ブエノスアイレス州出身の元サッカー選手。元アルゼンチン代表。サッカー指導者。ポジションはゴールキーパー。

## クラブ経歴
1997年にプリメーラ・ディビシオンのCPメリダに移籍したが、コロンビア代表のカルロス・モントーヤの牙城を崩せなかった。CPメリダが1997-98シーズン限りでセグンダ・ディビシオン（2部）に降格したため、1998年夏にRCDマヨルカに移籍した。1998-99シーズンはリザーブチームで過ごし、セグンダ・ディビシオンB（3部）への降格を経験したが、その後トップチームに昇格すると同胞のカルロス・ロアを差し置いてレギュラーポジションを獲得し、2000-01シーズンには27試合に出場してクラブ史上最高位の3位躍進に貢献した。2002-03シーズンにはコパ・デル・レイ優勝を果たした。
2004年、ヘルマン・ブルゴスの後継者を探していたアトレティコ・マドリードと5年契約を交わし、すぐにレギュラーポジションを獲得した。アトレティコではPKストッパーとして名をはせ、2006年3月23日のセビージャFC戦での2度のPKストップや12月2日のレアル・ベティス戦の2度のPKストップなど、2006-07シーズン終了までに7度のPKストップを記録している。2007年夏にはACミランから元イタリア代表のクリスティアン・アッビアーティがレンタルで加入し、2008年夏にはオリンピック・リヨンから元フランス代表のベテランGKグレゴリー・クーペが加入したが、鋭い反応と豊富な経験でポジションを死守した。2007-08シーズンはリーグ戦で4位に躍進し、2008-09シーズンに出場したUEFAチャンピオンズリーグではベスト16入りに貢献した。
2009年7月1日、契約満了にともなってアトレティコに別れを告げ、トルコのガラタサライSKに移籍した。モルガン・デ・サンクティスの後釜としてリーグ戦26試合に出場したが、シーズン終了後に双方合意の元契約を解除した。
2010年7月17日に移籍金ゼロでレアル・サラゴサに2年契約で加入。スペインに舞い戻った。8月29日のデポルティーボ・ラ・コルーニャ戦でデビューし、その試合を無失点に抑えた。その後はトニ・ドブラスとのポジション争いが続き、最終的には23試合に出場した。2011-12シーズンになるとドブラスは移籍してロベルト・ヒメネスが加入し、彼が正GKに据えられた。結局、このシーズンはロベルトが全38試合に出場したため、控えに甘んじた。

## 代表経歴
1997年にはU-20アルゼンチン代表としてマレーシアで開催されたFIFAワールドユース選手権に出場し、優勝を果たした。
2004年にアルゼンチンA代表デビューした。2006年5月6日、U-20アルゼンチン代表時代の恩師ホセ・ペケルマン監督によって2006 FIFAワールドカップに出場するアルゼンチン代表メンバーに招集された。本大会ではロベルト・アボンダンシェリの控えを務めていたが、準々決勝のドイツ戦でのアボンダンシェリの負傷を受けて後半途中から急遽出場し、PK戦の末に敗れた。リーグ戦ではPKストップに自信を見せていたが、このドイツ戦では一本もPKを止めることができなかった。

## 監督経歴
2018年7月より、SDウエスカの監督に就任した。

## 個人成績
2018年5月29日時点
| クラブ               | シーズン | リーグ | リーグ | カップ | カップ | 欧州カップ | 欧州カップ | 通算 | 通算 |
| クラブ               | シーズン | 出場   | 得点   | 出場   | 得点   | 出場       | 得点       | 出場 | 得点 |
| -------------------- | -------- | ------ | ------ | ------ | ------ | ---------- | ---------- | ---- | ---- |
| インデペンディエンテ | 1995-96  | 1      | 0      | -      | -      | -          | -          | 1    | 0    |
| インデペンディエンテ | 1996-97  | 1      | 0      | -      | -      | -          | -          | 1    | 0    |
| インデペンディエンテ | 通算     | 2      | 0      | 0      | 0      | 0          | 0          | 2    | 0    |
| メリダ               | 1997-98  | 0      | 0      | -      | -      | -          | -          | 0    | 0    |
| メリダ               | 通算     | 0      | 0      | 0      | 0      | 0          | 0          | 0    | 0    |
| マヨルカB            | 1998-99  | 23     | 0      | -      | -      | -          | -          | 23   | 0    |
| マヨルカB            | 通算     | 23     | 0      | 0      | 0      | 0          | 0          | 23   | 0    |
| マヨルカ             | 1999-00  | 30     | 0      | 2      | 0      | 7          | 0          | 39   | 0    |
| マヨルカ             | 2000-01  | 27     | 0      | 5      | 0      | –          | –          | 32   | 0    |
| マヨルカ             | 2001-02  | 22     | 0      | 1      | 0      | 7          | 0          | 30   | 0    |
| マヨルカ             | 2002-03  | 36     | 0      | 6      | 0      | –          | –          | 42   | 0    |
| マヨルカ             | 2003-04  | 33     | 0      | 2      | 0      | 3          | 0          | 38   | 0    |
| マヨルカ             | 通算     | 148    | 0      | 16     | 0      | 17         | 0          | 181  | 0    |
| Aマドリード          | 2004-05  | 37     | 0      | 7      | 0      | 5          | 0          | 49   | 0    |
| Aマドリード          | 2005-06  | 34     | 0      | 2      | 0      | –          | –          | 36   | 0    |
| Aマドリード          | 2006-07  | 32     | 0      | 2      | 0      | –          | –          | 34   | 0    |
| Aマドリード          | 2007-08  | 18     | 0      | –      | –      | 3          | 0          | 21   | 0    |
| Aマドリード          | 2008-09  | 32     | 0      | 1      | 0      | 8          | 0          | 41   | 0    |
| Aマドリード          | 通算     | 153    | 0      | 12     | 0      | 16         | 0          | 181  | 0    |
| ガラタサライ         | 2009-10  | 26     | 0      | 0      | 0      | 11         | 0          | 37   | 0    |
| ガラタサライ         | 通算     | 26     | 0      | 0      | 0      | 11         | 0          | 37   | 0    |
| サラゴサ             | 2010-11  | 23     | 0      | 0      | 0      | 0          | 0          | 23   | 0    |
| サラゴサ             | 2011-12  | 0      | 0      | 0      | 0      | 0          | 0          | 0    | 0    |
| サラゴサ             | 2012-13  | 4      | 0      | 6      | 0      | 0          | 0          | 10   | 0    |
| サラゴサ             | 2013-14  | 40     | 0      | 0      | 0      | 0          | 0          | 40   | 0    |
| サラゴサ             | 通算     | 67     | 0      | 6      | 0      | 0          | 0          | 73   | 0    |
| サン・ロレンソ       | 2014     | 0      | 0      | 1      | 0      | –          | –          | 1    | 0    |
| サン・ロレンソ       | 2015     | 3      | 0      | 1      | 0      | –          | –          | 4    | 0    |
| サン・ロレンソ       | 通算     | 3      | 0      | 2      | 0      | 0          | 0          | 5    | 0    |
| ウエスカ             | 2015-16  | 28     | 0      | 1      | 0      | –          | –          | 29   | 0    |
| ウエスカ             | 通算     | 28     | 0      | 1      | 0      | –          | –          | 29   | 0    |
| 総通算               | 総通算   | 450    | 0      | 37     | 0      | 44         | 0          | 531  | 0    |

## 代表歴

### 出場大会
- アルゼンチン代表
  - 2006 FIFAワールドカップ

### 試合数
- 国際Aマッチ 4試合 0得点（2004年-2006年）[8]

| アルゼンチン代表 | 国際Aマッチ | 国際Aマッチ |
| 年               | 出場        | 得点        |
| ---------------- | ----------- | ----------- |
| 2004             | 1           | 0           |
| 2005             | 2           | 0           |
| 2006             | 1           | 0           |
| 通算             | 4           | 0           |

## 監督成績
2018年7月1日現在
| ウエスカ | 2018年5月29日 |      | 0 | 0 | 0 | 0 | — |
| 合計     | 合計          | 合計 | 0 | 0 | 0 | 0 | — |